# Svatá Scholastika
Svatá Scholastika (asi 480, Nursie, Itálie – 543, Montecassino, Itálie) je křesťanská světice, patronka benediktinského řádu a sestra svatého Benedikta z Nursie. Je ctěna jako ochránkyně proti dešti a blesku. Její svátek připadá na 10. února.

## Život

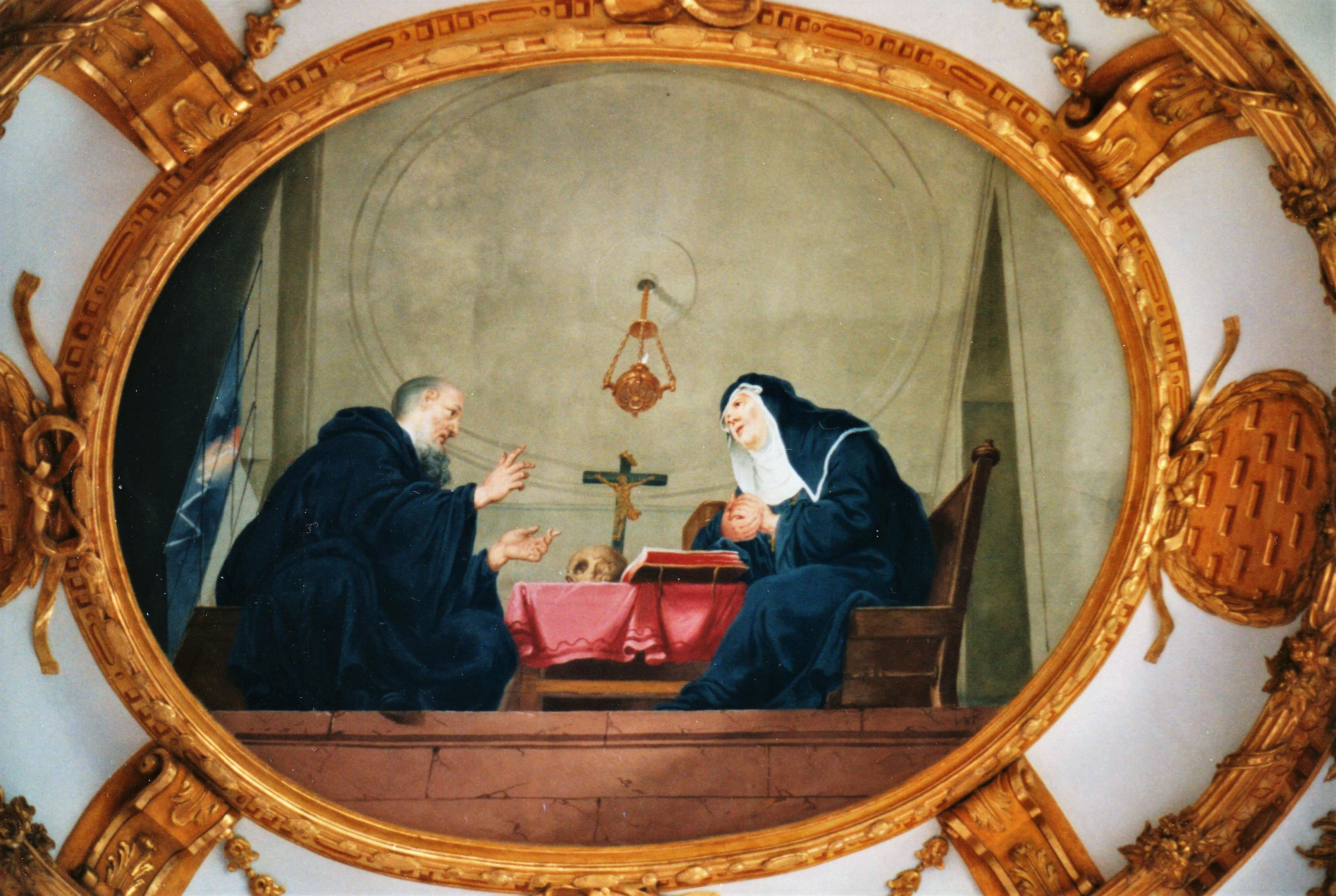
Svatí Benedikt a Scholastika při rozhovoru (klášterní kostel Elchingen)

Svatá Scholastika se narodila kolem roku 480 v italské Nursii. Už v dětství bylo rozhodnuto, že se stane jeptiškou. Brzy vstoupila do kláštera Roccabotte u Subiaka, východně od Říma. Později přešla do jiného kláštera poblíž Montecassina, kde pobývala až do své smrti. Jednou v roce se setkávala se svým bratrem Benediktem, zakladatelem řádu benediktinů, k duchovním rozhovorům. Při schůzce roku 543 se prý stalo, že prosila bratra, aby zůstal u ní déle a rozmlouval s ní o radostech nebe. Benedikt odmítl. Tu Scholastika ve své beznaději snažně prosila Boha o pomoc. Údajně ji vyslyšel a učinil, že se náhle spustil prudký déšť, takže Benedikt byl nucen zůstat. Dokonce se zdržel u sestry ještě tři dny, a ona třetího dne náhle zemřela. Benedikt prý viděl, jak se její duše vznáší k nebi v podobě holubice.
Benedikt pochoval sestru v hrobě na Montecassinu, který si přichystal pro sebe a v kterém byl též po své smrti 547 pohřben. Řehoř Veliký později napsal: „Tak ani smrt nemohla rozdělit těla těchto dvou, kteří byli duchem vždy v Bohu spojeni.“

## Zobrazování

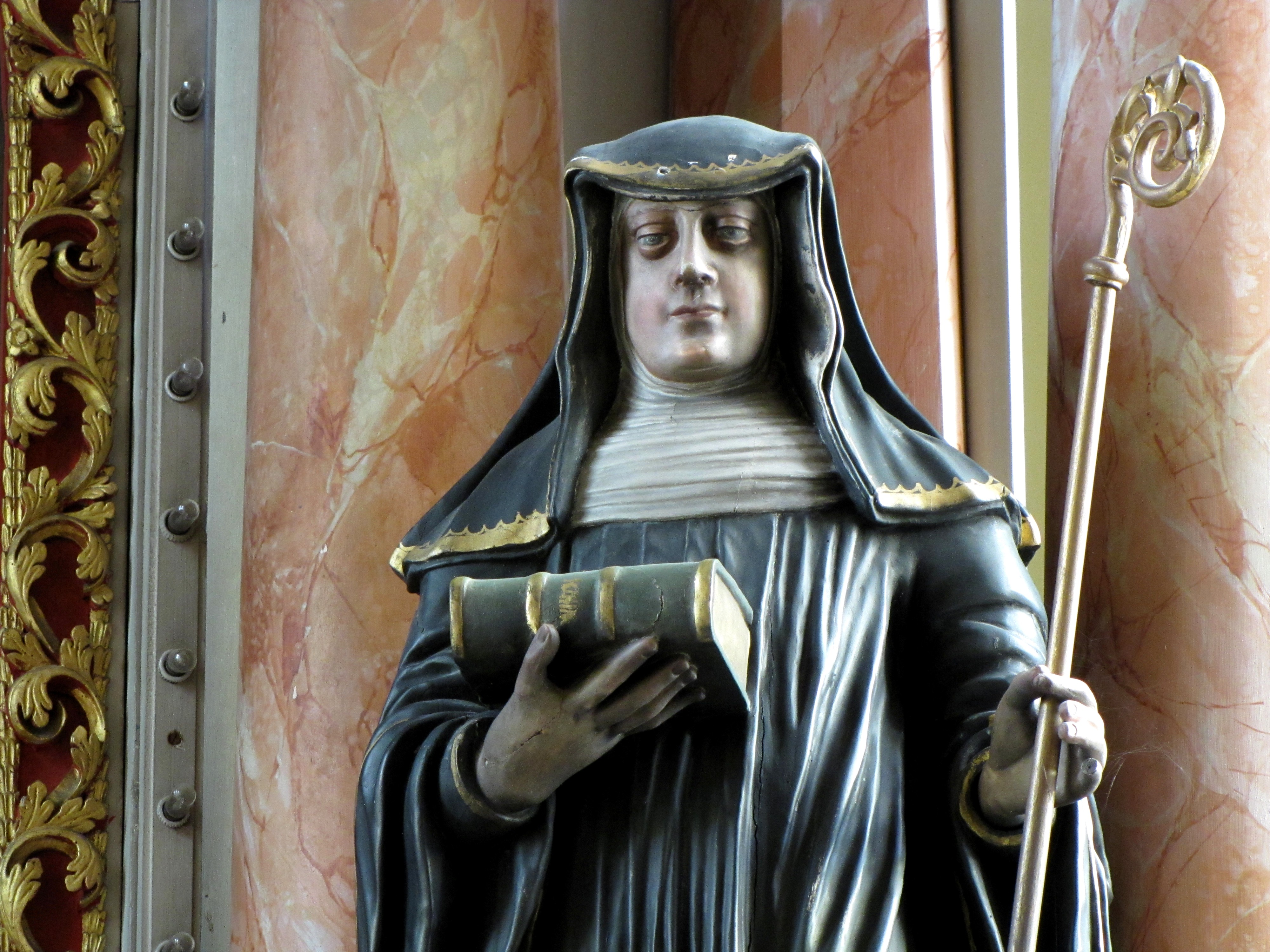
Svatá Scholastika v řádovém rouchu s atributy berlou a knihou

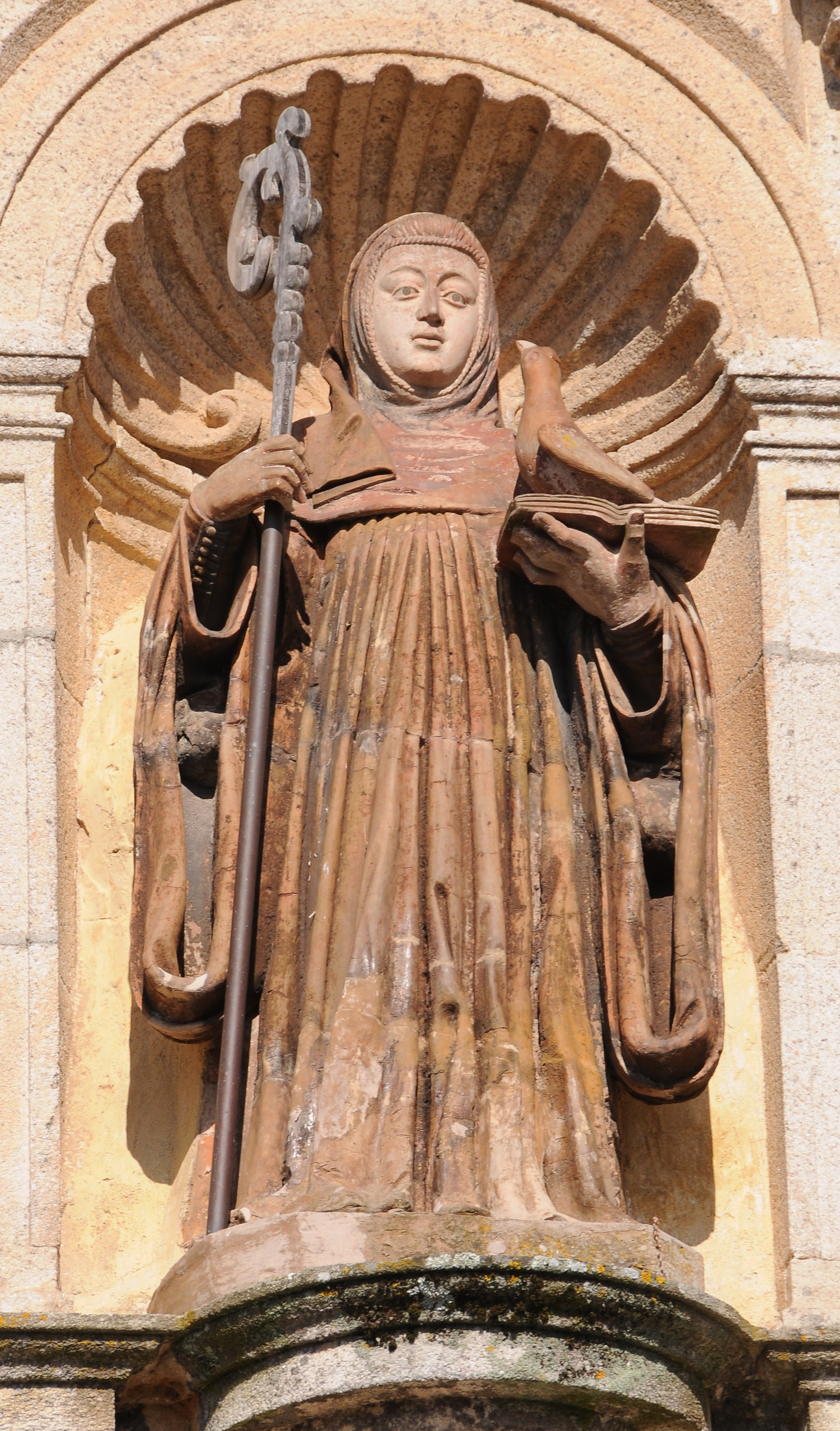
Svatá Scholastika

Svatá Scholastika je znázorňována jako abatyše v černém řádovém hábitě benediktinek. Často je znázorňována s lilií a křížem v ruce a holubicí, která je jejím atributem. Mezi další její atributy patří berla a kniha. Bývá také znázorňováno setkání Scholastiky a Benedikta.
V České republice je svaté Scholastice zasvěcena kaple v Rajhradicích poblíž Brna.
Po svaté Scholastice je také pojmenováno několik zahraničních institucí, například The College of Saint Scholastica v Minnesotě založená roku 1912 benediktinkami nebo ženská kolej St. Scholastica’s College ve filipínské Manile, která byla také založena členkami benediktinského řádu.